# David Kimutai Too
David Kimutai Too (* 23. August 1968; † 31. Januar 2008 in Eldoret) war ein kenianischer Politiker des Orange Democratic Movement (ODM).
Vor seiner politischen Karriere war er Mittelschullehrer und Direktor in Kericho. 2007 wurde er mit seiner Partei, die in die Opposition ging, ins Parlament gewählt. Als Mitglied der Kalendjin unterstützte er bei der Präsidentschaftswahl 2007 Raila Odinga als Kandidaten.
Er wurde während der Unruhen, die durch die Präsidentschaftswahl 2007 ausgelöst wurden, nach Mugabe Were als zweiter Oppositionspolitiker innerhalb weniger Tage in Eldoret erschossen. Sein Tod hatte aber vermutlich keine politischen Hintergründe. Er wurde nach ersten Erkenntnissen gemeinsam mit seiner Freundin im Zuge eines Eifersuchtsdramas von einem Nebenbuhler, einem Verkehrspolizisten, getötet.